# Stazione di Piano di Sorrento
La stazione di Piano di Sorrento è una stazione della ferrovia Circumvesuviana, sita nell'omonimo comune.
Si trova sulla ferrovia Torre Annunziata-Sorrento.

## Strutture e impianti
Inaugurata nel 1948, la stazione è composta da due binari passanti, serviti da banchine dotate di pensiline e collegate da un sottopassaggio. È presente anche un binario tronco, raramente usato da carri per la manutenzione della linea.
Il fabbricato viaggiatori ospita, al piano inferiore, la biglietteria, una sala d'attesa, i servizi igienici ed un bar.

## Movimento
Il traffico passeggeri è buono in tutte le ore della giornata. Vi fermano tutti i treni diretti a Napoli ed a Sorrento.

## Servizi
La stazione dispone di:
- Biglietteria
- Ascensore
- Accessibilità per portatori di handicap
- Sottopassaggio
- Bar